# Adrien Buononato
Pas d'image ? Cliquez ici

a Compétitions nationales et continentales officielles uniquement.

Adrien Buononato, né le 3 mars 1977 à Chavanay (Loire), est un joueur et un entraîneur français de rugby à XV.

## Biographie
Adrien Buononato a grandi en Rhône-Alpes dans la Loire, à Chavanay. Une partie de sa famille est originaire de là, l'autre vient de Naples en Italie. Ce qui lui vaut son nom italien qui signifie « bien né ». Lorsqu'il est jeune, il pratique la joute nautique, sport prisé le long de la vallée du Rhône. Puis, par le biais d’amis du collège, il découvre le rugby.
Il commence par jouer au centre puis passe au talon. Il joue une dizaine d'années sous le maillot à damiers de l'US Romans Péage. Étudiant à Grenoble, il migre vers le club de Chambéry. Il joue également avec l'équipe universitaire de Grenoble. En compagnie de Johann Authier avec lequel il se lie d’amitié mais aussi les 3e ligne Florian Faure et Julien Puricelli.
Il rencontre alors sa compagne et met le cap vers la région parisienne, non pas par choix mais parce que sa compagne est journaliste et qu'elle doit venir y travailler. Il rejoint le Stade domontois, un club de Fédérale 1, avec qui il atteint la demi-finale de Fédérale 1. Il va ensuite jouer au Paris UC, qui venait alors de monter en Fédérale 1. Quand Mathieu Roure, l'entraîneur de l'époque quitte le club, les autres joueurs le pousse à prendre les devants. Il devient entraîneur et coache cette équipe pendant trois ans, entre 2008 et 2011. Ensuite, il file au Stade français Paris où il devient entraîneur des espoirs et du centre de formation de 2011 à 2012.
En 2012, il part vers le Racing Métro 92 où il devient le directeur sportif du centre de formation pendant deux saisons. Avant de retourner au Stade français, avec le rôle d'entraîneur adjoint de Gonzalo Quesada, entre 2014 et 2016. En 2016, il quitte la capitale et devient entraîneur des avants de Oyonnax auprès de son ami Johann Authier, directeur sportif du club. À partir de juillet 2017, alors que le club est promu en Top 14, il succède à Johann Authier au poste de directeur sportif du club oyonnaxien.
De 2019 à 2020, il est manager du Soyaux Angoulême XV. Il est limogé le 20 octobre 2020.
Adrien Buononato rejoint l'encadrement de l'Union sportive athlétique de Limoges en octobre 2021 en qualité d'entraîneur des avants. Le club évolue en Fédérale 1.

## Palmarès en tant qu'entraîneur
- Championnat de France de Top 14 :
  - Champion : 2015 avec le Stade français

- Barrage d'accession au championnat de France :
  - Finaliste : 2018 avec l'US Oyonnax

- Championnat de France de Pro D2 :
  - Champion : 2017 avec l'US Oyonnax

- Championnat de France espoirs Élite 2 :
  - Champion : 2014 avec le Racing Métro 92
  - Finaliste : 2013 avec le Racing Métro 92

### Bilan par saison
| Saison      | Club                | Division | Poste             | Classement                                    | Coupe d'Europe | Challenge européen |
| ----------- | ------------------- | -------- | ----------------- | --------------------------------------------- | -------------- | ------------------ |
| 2016 - 2017 | US Oyonnax          | Pro D2   | Avants            | Champion                                      | -              | -                  |
| 2017 - 2018 | US Oyonnax          | Top 14   | Directeur sportif | 13e, défaite en barrage d'accession en Top 14 | -              | Éliminé de poule   |
| 2018 - 2019 | Oyonnax rugby       | Pro D2   | Directeur sportif | 4e, éliminé en demi-finale                    | -              | -                  |
| 2019 - 2020 | Soyaux Angoulême XV | Pro D2   | Directeur sportif | 7e (arrêt du championnat)                     | -              | -                  |

### Distinctions personnelles
- Nuit du rugby 2017 : Meilleur staff d'entraîneur de la Pro D2 (avec Johann Authier et Stéphane Glas) pour la saison 2016-2017